# 克伦珀海德
克伦珀海德（意为克伦珀的荒原）是德国石勒苏益格－荷尔斯泰因州的一个市镇。总面积3.98平方公里，总人口2462人，其中男性1211人，女性1251人（2011年12月31日），人口密度619人/平方公里。